# Khakkhara

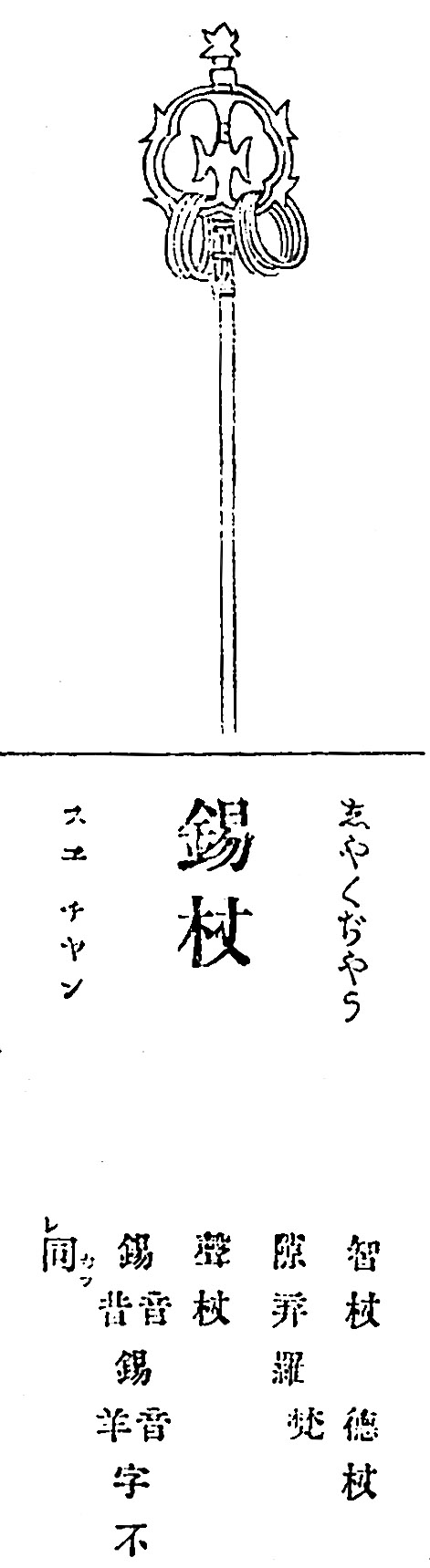
Khakkhara

Khakkhara (Sanskrit खक्खर), oder Xizhang (chinesisch 錫杖 / 锡杖, Pinyin xīzhàng,  jap. 錫杖 shakujō, „Zinnstock“) ist ein Priesterstock eines buddhistischen Mönches aus Holz, an dem Ringe (4, 6 oder 12) aus Metall befestigt waren, um durch das entstehende Geräusch beim Wandern Kriechtiere vom Weg des Mönches zu vertreiben.
Um ihrem Prinzip des Nichttötens (Ahimsa) nachzukommen, gebrauchten die Mönche auf ihrer Wanderschaft den Khakkhara. Er wurde aber auch zur Verteidigung, zum Bemerkbarmachen und als Wanderstab verwendet. In der Mythologie war der Khakkhara ein Symbol (Mudrū) für das Vertreiben von Dämonen.